# Krux
Krux — шведський дум-метал-гурт, створений Лейфом Едлінгом.

## Учасники
- Лейф Едлінг (Leif Edling) — бас-гітара
- Матс Левен (Mats Levén) — вокал
- Пітер Стьярнвінд (Peter Stjärnvind) — барабани
- Йорґен Сендстром (Jörgen Sandström) — гітара
- Фредрик Акессон (Fredrik Åkesson) — гітара
- Карл Вестхолм (Carl Westholm) — клавішні

## Дискографія
- Krux (2003)
- Krux: Live (DVD, 2003)
- II (2006)
- III: He Who Sleeps Amongst The Stars (2011)